# Tropinota vittula
Tropinota vittula (лат.) — вид жесткокрылых насекомых из подсемейства бронзовок семейства пластинчатоусых. Распространён в Ливане, Израиле и Сирии. Длина тела имаго 9,9—12,8, ширина — 5,4—7,4 мм. Внешне похож на Tropinota squalida, от которого отличается тем, что вдоль надкрылий имеется полоска из густых маленьких белых пятнышек.